# Kitione Lave
Kitione Lave (* 16. April 1934 in Hunga, Tonga; † 2. Juni 2006 in Beach Haven, Neuseeland) war ein Boxer aus Tonga.

## Werdegang
Kitione Lave begann als Jugendlicher auf der Insel Vava'u, die zu Tonga gehört, mit dem Boxen. Bereits mit knapp 17 Jahren bestritt er auf dieser Insel seinen ersten Profikampf gegen einen anderen Südsee-Insolaner namens Koniseti, den er nach Punkten gewann. Bis 1953 absolvierte er auf Tonga und Fidschi insgesamt zwölf Kämpfe und gewann am 7. März 1953 in Ba, Western, Fidschi, die Meisterschaft von South Pacific im Schwergewicht durch einen KO-Sieg in der 5. Runde über Miliano aus Fidschi. Er verteidigte diesen Titel am 13. April 1953 auf Fidschi durch einen weiteren KO-Sieg in der 2. Runde über Inoke Davu.
Kitione Lave befleissigte sich eines rauen, kräfteraubenden Boxstils. Er versuchte seine Kämpfe meist mit roher Gewalt vorzeitig zu gewinnen. Häufig gelang ihm dies auch, wie die hohe Zahl von KO-Siegen in seiner Laufbahn zeigt. Gegen technisch gute Boxer kam er aber mit diesem Rezept meist nicht so gut zurecht. Aus diesem Grunde wurde er von solchen Boxern häufig ausgeboxt.
Am 20. Juli 1953 boxte der Rohdiamant Kitione Lave erstmals in Auckland, Neuseeland. Er besiegte dabei Peter Day durch KO in der 1. Runde. In den nächsten Kämpfen gewann er gegen neuseeländische und australische Boxer meist kurzrundig durch KO. Unter den von ihm besiegten Kämpfern war auch der neuseeländische Schwergewichtsmeister Don Mullet, den er am 5. Oktober 1953 in Auckland in der 7. Runde und in der Revanche am 16. Januar 1954 in Stratford in der 10. Runde jeweils vorzeitig besiegte.
Am 11. Februar 1954 verlor Kitione Lave gegen den Australier Ken Brady in Auckland über 12 Runden nach Punkten. Dies war seine erste Niederlage in einem Profikampf. Gegen den gleichen Boxer verlor er auch am 24. September 1954 durch techn. KO in der 7. Runde, ehe er diesen am 23. Dezember 1954 in Melbourne durch KO in der 12. Runde besiegen konnte. Nach einigen weiteren Siegen in Australien kämpfte Kitione Lave am 26. Juli 1955 erstmals in Europa. In Birmingham traf er dabei auf den ehemaligen British Empire Champion Johnny Williams und verlor durch KO in der 1. Runde.
Kitione Lave hatte sich sein Europadebüt sicher anders vorgestellt. Es zeigte sich aber in den nächsten Kämpfen, dass er gegen europäische Boxer der zweiten Reihe schnellrundig durch KO gewinnen konnte, sich gegen die wirklichen Klasseleute aber schwer tat. Kitione Lave hielt sich zunächst bis 1957 in Großbritannien auf und unterlag u. a. gegen Joe Bygraves, Jack Gardner und Brian London. Er schlug aber am 24. April 1956 in London den ehemaligen Europameister Don Cockell aus England in der 2. Runde durch KO und konnte deshalb am 26. Juni 1956 in London gegen Joe Bygraves um den vakanten British Empire Heavyweight Title kämpfen. Diesen Kampf verlor er aber über 15 Runden nach Punkten.
In diesen Jahren kämpfte Kitione Lave auch dreimal gegen deutsche Boxer. Gegen Hans Brendemühl und Günter Nürnberg, beide aus Hamburg gewann er durch KO in der 2. bzw. 1. Runde, gegen Hans Friedrichs (Boxer) aus Dortmund verlor er aber am 9. Dezember 1957 in Nottingham nach Punkten. Nach diesem Kampf kehrte er vorübergehend in seine Heimat zurück und bestritt dort eine Reihe von Kämpfen gegen Gegner aus Fidschi und Tonga.
Am 26. Dezember 1959 kämpfte Kitione Lave dann in Bologna gegen Europameister Franco Cavicchi aus Italien und unterlag über 10 Runden nach Punkten. Danach kämpfte er nur mehr gegen zwei bedeutende Gegner. Gegen Uli Nitzschke aus Deutschland verlor er am 19. August 1960 in Berlin durch KO in der 2. Runde und am 21. März 1961 verlor er in Boston, Massachusetts gegen den US-amerikanischen Weltranglistenmann Tom McNeeley durch techn. KO in der 7. Runde. Nach zwei Siegen in Kämpfen in Singapur gegen weniger bekannte Boxer beendete er 1964 seine Laufbahn als Boxer.
Kitione Lave betätigte sich danach als Berufsringer (Catcher) in England, Singapur und Neuseeland. Später führte er zeitweise Nachtklubs in Auckland, wo er bis zu seinem Tode lebte.